# تشينغهاي
تشينغهاي (بالصينية: 青海) هي مقاطعة صينية تقع في الغرب الأوسط من البلاد. وهي من أصغر المقاطعات الصينية سكاناً، حيث يبلغ عدد السكان فيها أكثر من خمس ملايين نسمة. ينشأ النهر الأصفر (هوانغ هيه) في وسط المقاطعة في منطقتها الجبلية، كما توجد منابع ليانغتسي وميكونغ في الجنوب. مساحتها 721000 كم2، وهي من أكبر مقاطعات الصين مساحة، وعاصمتها شينينغ.
تجاورها غانسو وسيتشوان والتبت وشينجيانغ. حكم الصينيون جزء من تشينغهاي في القرن الثالث قبل الميلاد. وعلى مر القرون التالية احتلتها عدة مجموعات منها التبتيين والمغول، بالإضافة إلى الفلاحين الصينيين. ازداد عدد السكان في المقاطعة في السنوات التالية. في عام 1928 أصبحت تشينغهاي مقاطعة من مقاطعات الصين. من النشاطات الاقتصادية فيها الفلاحة والرعي والتعدين وقطع الأشجار والصناعة. كما تعرف بتربية الخيل. سميت بهذا الاسم نسبة إلى بحيرة تشينغهاي الكبيرة.
تقع المقاطعة على هضبة التبت، وقد كان يسكنها منذ فترة طويلة عدد من الشعوب بما في ذلك التبتيون والمغول وهان (التي تتركز في عاصمة المقاطعة شينينغ وهايدونغ القريبة) وهوي ومونغور وسالارز. وفقًا لتقارير التعداد السكاني لعام 2021، يشكل التبتيون خمس سكان تشينغهاي ويشكل الهوي ما يقرب من سدس السكان. هناك أكثر من 37 مجموعة عرقية معترف بها بين سكان تشينغهاي البالغ عددهم 5.6 مليون نسمة، وتشكل الأقليات القومية 45.5 ٪ من السكان.
كانت منطقة تشينغهاي تحت سيطرة أسرة تشينغ الصين بقيادة المانشو حوالي عام 1724، بعد هزيمتهم لخوشوت المغول، الذين سيطروا على معظم المنطقة التي أصبحت الآن تشينغهاي. بعد الإطاحة الداخلية بسلالة تشينغ في عام 1912، أصبحت تشينغهاي تحت سيطرة أمراء الحرب المسلم الصيني ما تشي حتى عززت الحملة الشمالية لجمهورية الصين السيطرة المركزية في عام 1928. في نفس العام، تم إنشاء مقاطعة تشينغهاي من قبل الحكومة القومية، وعاصمتها شينينغ.

## التاريخ
خلال العصر البرونزي، كانت تشينغهاي موطنًا لشعب تشيانغ الذين يكسبون عيشهم تقليديًا في الزراعة وتربية الحيوانات، ثقافة كايو. كان الجزء الشرقي من منطقة تشينغهاي تحت سيطرة أسرة هان قبل حوالي 2000 عام. كانت ساحة معركة خلال عهد تانغ والسلالات الصينية اللاحقة عندما قاتلوا ضد القبائل التبتية المتعاقبة.
في منتصف القرن الثالث الميلادي، هاجر البدو المرتبطون بالمنغوليين شيانبي إلى أراضي المراعي حول بحيرة تشينغهاي (كوكو نور) وأسسوا مملكة تويوهون.
في القرن السابع، تعرضت مملكة تويوهون للهجوم من قبل كل من الإمبراطورية التبتية وسلالة تانغ حيث سعى كلاهما للسيطرة على طرق تجارة طريق الحرير. انتصر ملك التبت سونغستن غامبو، واستقر في المنطقة المحيطة بتسو نغون (بحيرة غو، أو بحيرة كوكونور). أدت الصراعات العسكرية إلى إضعاف مملكة تيهويان بشدة وتم دمجها في الإمبراطورية التبتية. استمرت الإمبراطورية التبتية في التوسع إلى ما بعد تسو نغون خلال عهدي تريسونغ ديتسن ورالباشن، وسيطرت الإمبراطورية على مناطق شاسعة شمال وشرق تسو نغون حتى عام 848،  والتي تضمنت كسيان.
بعد تفكك الإمبراطورية التبتية، ظهرت فصائل محلية صغيرة، بعضها تحت السلطة الاسمية للصين. هزمت أسرة سونغ مملكة كوكونور التبتية في سبعينيات القرن التاسع عشر. خلال الحكم الإداري لسلالة المغول يوان في التبت، كانت المنطقة تتألف من منابع نهري ما تشو (نهر ماتشو، والنهر الأصفر) ويالونغ (يانغتسي) وكانت تُعرف باسم أمدو، ولكنها قسمت إلى أقسام إدارية مختلفة عن التبت الصحيحة.
وكان معظم تشينغهاى مرة واحدة أيضا فترة قصيرة تحت سيطرة أوائل عهد أسرة مينغ، ولكن في وقت لاحق فقدت تدريجيا إلى خانات خوشوت أسسها الاويرات. مقاطعة شونهوا ذاتية الحكم هي المكان الذي يعيش فيه معظم سكان سالار في تشينغهاي. هاجر آل سالار إلى تشينغهاي من سمرقند عام 1370. كان زعيم العشائر الأربع العليا في هذا الوقت هو هان باو يوان ومنحه مينغ منصب قائد المئة، وفي هذا الوقت اتخذ أفراد عشائره الأربع هان لقبًا لهم. حصل الزعيم الآخر هان شان با من عشائر سالار الأربع على نفس المكتب من مينغ، وكانت عشائره هي التي اتخذت اسم عائلة ما.
من عام 1640 إلى عام 1724، كان جزء كبير من المنطقة التي تُعرف الآن باسم تشينغهاي تحت سيطرة خوشوت مونغول، ولكن في عام 1724 تم غزوها من قبل جيوش أسرة تشينغ. بدأت شينينغ، عاصمة مقاطعة تشينغهاي الحديثة، العمل كمركز إداري، على الرغم من أن المدينة نفسها كانت آنذاك جزءًا من مقاطعة قانسو داخل «منطقة الحدود التبتية». في 1724، 13-المادة لمجلس إدارة الفعالة للتشينغهاى (الصينية:青海善后事宜十三条) اقترحه نيان جينغياو واعتمدت من قبل الحكومة المركزية للحصول على السيطرة الكاملة على تشينغهاي.
خلال فترة حكم أسرة تشينغ، كان الحاكم نائبًا للملك الإمبراطور تشينغ، لكن المجموعات العرقية المحلية تمتعت بالكثير من الاستقلال الذاتي. احتفظ العديد من الرؤساء بسلطتهم التقليدية، وشاركوا في الإدارات المحلية. دمرت ثورة دونجان (1862-1877) سكان هوي المسلمين في شنشي، مما أدى إلى تحويل مركز سكان هوي إلى قانسو وتشينغهاي. :405اندلعت ثورة أخرى من دونغان في تشينغهاي عام 1895 عندما تمردت مجموعات عرقية مسلمة مختلفة في تشينغهاي وقانسو ضد أسرة تشينغ. بعد الإطاحة بأسرة تشينغ في عام 1911، أصبحت المنطقة تحت سيطرة أمراء الحرب المسلمين الصينيين ما تشي حتى عززت الحملة الشمالية من قبل جمهورية الصين سيطرتها المركزية في عام 1928.
في الفترة من يوليو إلى أغسطس من عام 1912، كان الجنرال ما فوكسيانغ «القائم بأعمال الرئيس التنفيذي لكوكونور» (الحاكم الفعلي للمنطقة التي أصبحت فيما بعد تشينغهاي). في عام 1928، تم إنشاء مقاطعة تشينغهاي. أصبح أمير الحرب المسلم والجنرال ما تشي حاكمًا عسكريًا لتشينغهاي، تلاه شقيقه ما لين (أمير الحرب) ثم ابن ما تشي ما بوفانج. في عام 1932، غزت التبت مدينة تشينغهاي، في محاولة للاستيلاء على الأجزاء الجنوبية من مقاطعة تشينغهاي، بعد نزاع في يوشو، تشينغهاي، على دير في عام 1932. هزم جيش ما بوفانج جيوش التبت. وصف الصحفي الأمريكي جون رودريك حاكم تشينغهاي ما بوفانج بأنه اشتراكي ودود مقارنة بأمراء الحرب الآخرين من ما كليك. تم الإبلاغ عن أن ما بوفانج كان يتمتع بروح الدعابة والمرح على عكس الحكم الوحشي لـ ما هونغكوي. تم تدمير معظم شرق الصين بسبب الحرب الصينية اليابانية الثانية والحرب الأهلية الصينية، على النقيض من ذلك، لم تمس تشينغهاي نسبيًا.
زاد ما بوفانج من مكانة شعب هوي وسالار في سياسة تشينغهاي من خلال التجنيد المكثف لجيشه من المقاطعات التي تهيمن فيها تلك المجموعات العرقية. بدأ الجنرال ما في مشروع تصنيع تديره الدولة وتسيطر عليه، حيث أنشأ مباشرة مشاريع تعليمية وطبية وزراعية وصحية، تديرها الدولة أو تساعدها. قدمت الدولة الأموال للطعام والزي الرسمي في جميع المدارس، التي تديرها الدولة أو الخاصة. شيدت الطرق والمسرح. سيطرت الدولة على جميع الصحافة، ولم تُسمح بحرية للصحفيين المستقلين.

مع اقتراب الثورة الصينية عام 1949 من تشينغهاي، تخلى ما بوفانغ عن منصبه وسافر إلى هونغ كونغ، وسافر إلى الخارج لكنه لم يعد إلى الصين. في 1 يناير 1950، تم إعلان الحكومة الشعبية لمقاطعة تشينغهاي، بسبب ولائها لجمهورية الصين الشعبية الجديدة. بصرف النظر عن بعض التعديلات الطفيفة لتلائم الجغرافيا، حافظت جمهورية الصين الشعبية على وحدة أراضي المقاطعة. استمرت مقاومة الحكم الشيوعي في شكل تمرد هويس كومينتانج الإسلامي (1950-58)، وامتد إلى ما وراء مناطق الهوي التقليدية إلى الجنوب التبتي العرقي. :408على الرغم من أن الهوي كانوا يشكلون 15.6 ٪ من سكان تشينغهاي في عام 1949، مما يجعل المقاطعة ثاني أكبر تجمع لهوي بعد نينغشيا، إلا أن الدولة أنكرت البلدات والمقاطعات العرقية التي تتمتع بالحكم الذاتي في هوي والتي كان عددها مبررًا بموجب القانون الصيني حتى الثمانينيات. :411

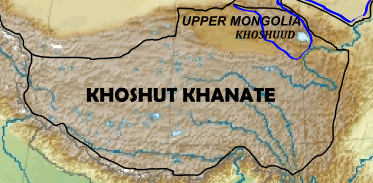
خانية خوشوت (1642-1717) ومقرها هضبة التبت
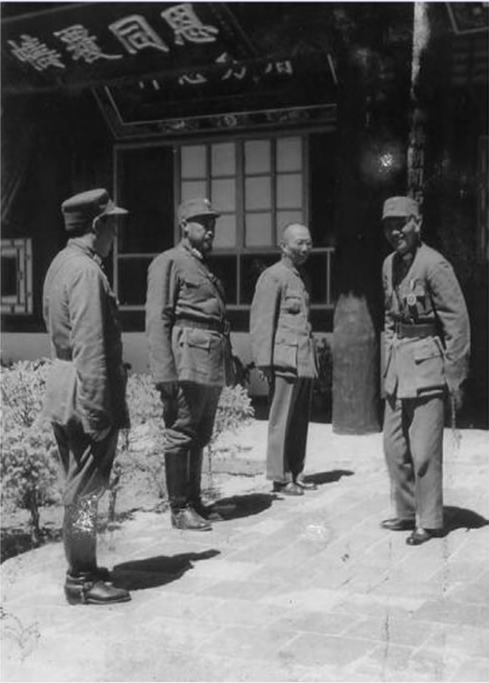
شيانغ كاي شيك ، زعيم الصين القومية (يمينًا) ، يلتقي بالجنرالات المسلمين ما بوفانج (الثاني من اليسار) وما بوكينج (الأول من اليسار) في شينينغ ، تشينغهاي ، في أغسطس 1942

## جغرافيا
بحيرة تشينغهاي والتي كانت معروفة من قبل باسم كوكو نور أو كوكونور هي مالحة وبحيرة قلوية موجودة في هضبة التبت في محافظة تشينغهاي، وهي أكبر بحيرة في الصين. والاسمان تشينغهاي وكوكو نور كلاهما يعني "البحيرة / البحر الزرقاء (الأزرق) / الزقاء المخضرة (الأزرق المخضر) باللغة الصينية والمنغولية. وهي موجودة على مسافة 100 كيلومتر (62 ميل) تقريباً إلى الغرب من عاصمة الإقليم شينينغ على ارتفاع 3205 أمتار (10515 قدم) فوق مستوى سطح البحر في منخفض في هضبة التبت في المنطقة الثقافية المشهورة لدى أصحاب العرق التبتي باسم آمدو (Amdo). وهناك ثلاثة وعشرون نهراً وجدولاً تصب في بحيرة تشينغهاي، معظمها موسمية. وهناك خمسة جداول دائمة توفر 80% من إجمالي التدفق.
تقع مدينة تشينغهاي في الجزء الشمالي الشرقي من هضبة التبت. ينبع النهر الأصفر في الجزء الجنوبي من المقاطعة، بينما تنبع منابع نهر اليانغتسي وميكونغ في الجزء الجنوبي الغربي. يفصل جبل ريوي مدينة تشينغهاي إلى مناطق رعوية وزراعية في الغرب والشرق.
يبلغ متوسط ارتفاع مدينة تشينغهاي أكثر من 3,000 متر (9,800 قدم) فوق مستوى سطح البحر.  وتشمل السلاسل الجبلية في جبال تانغقولا وجبال كونلون، مع أعلى نقطة فيها بوكادابان فنغ في 6,860 متر (22,510 قدم). نظرًا للارتفاع العالي، تتمتع تشينغهاي بشتاء بارد جدًا (قاسي في أعلى المرتفعات)، وصيف معتدل، وتباين كبير في درجات الحرارة اليومية. متوسط درجة الحرارة السنوية لها ما يقرب من −5 إلى 8 °م (23 إلى 46 °ف) ، مع درجات حرارة يناير تتراوح من −18 إلى −7 °م (0 إلى 19 °ف) ودرجات حرارة يوليو تتراوح من 15 إلى 21 °م (59 إلى 70 °ف). كما أنها عرضة للرياح الشديدة وكذلك العواصف الرملية من فبراير إلى أبريل. تحدث الأمطار الغزيرة بشكل رئيسي في الصيف، في حين أن هطول الأمطار منخفض للغاية في الشتاء والربيع، وهو منخفض بشكل عام بما يكفي لإبقاء معظم المقاطعة شبه قاحلة أو قاحلة.
حسب المنطقة، تشينغهاي هي أكبر مقاطعة في جمهورية الصين الشعبية (باستثناء مناطق الحكم الذاتي). بحيرة تشينغهاي هي أكبر بحيرة للمياه المالحة في الصين، وثاني أكبر بحيرة في العالم. يقع حوض تشايدام في الجزء الشمالي الغربي من المحافظة. حوالي ثلث هذا الحوض الغني بالموارد صحراء. يبلغ ارتفاع الحوض ما بين 3000 و 3500 متر.

تقع محمية سانجيانجيوان الطبيعية الوطنية في مدينة تشينغهاي وتحتوي على منابع النهر الأصفر ونهر يانغتسي ونهر ميكونغ. تم إنشاء المحمية لحماية منابع هذه الأنهار الثلاثة وتتكون من 18 منطقة فرعية، يحتوي كل منها على ثلاث مناطق يتم إدارتها بدرجات متفاوتة من الصرامة.

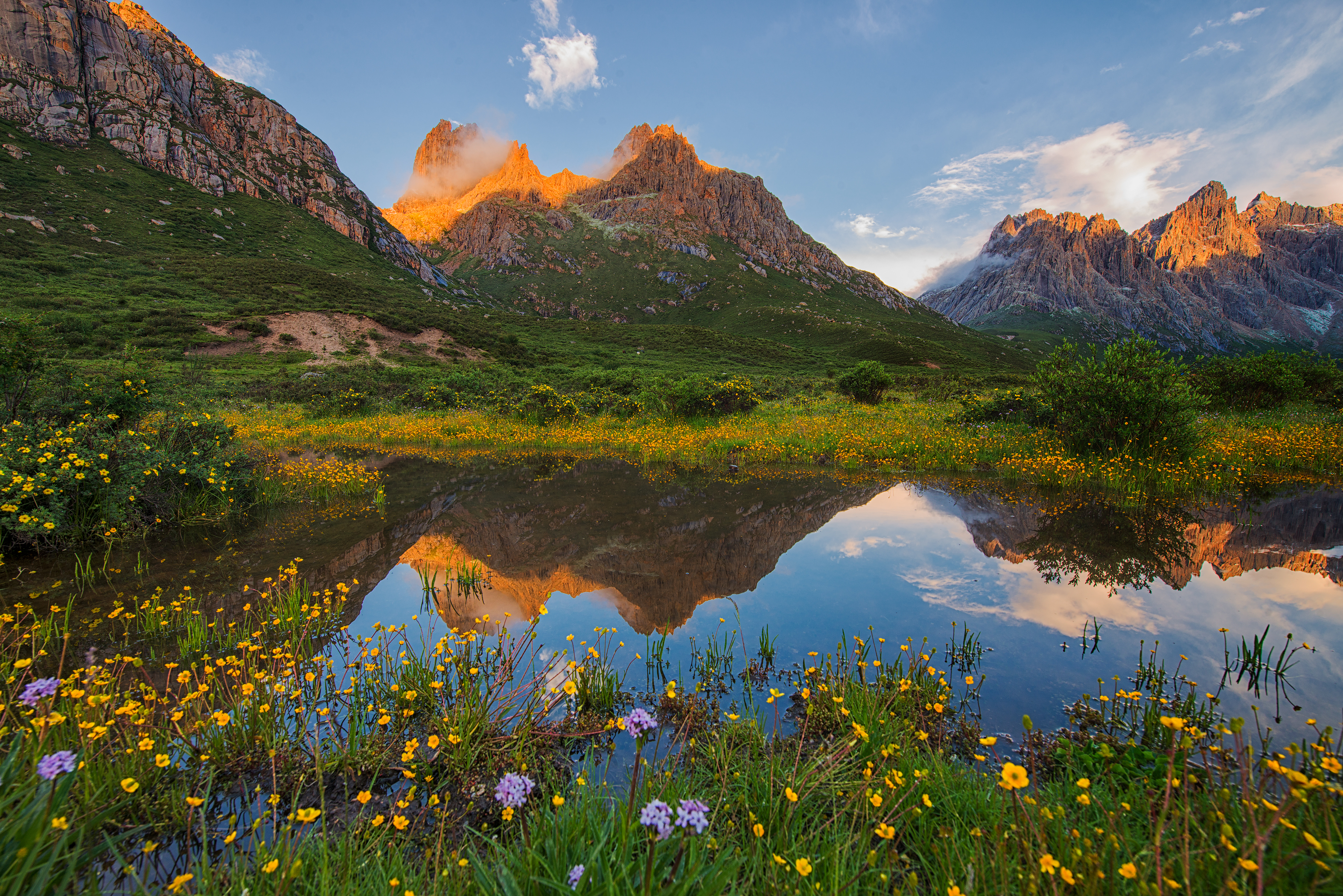
نينبو يورتس ، مقاطعة جيجزي  [لغات أخرى]‏ ، تشينغهاي
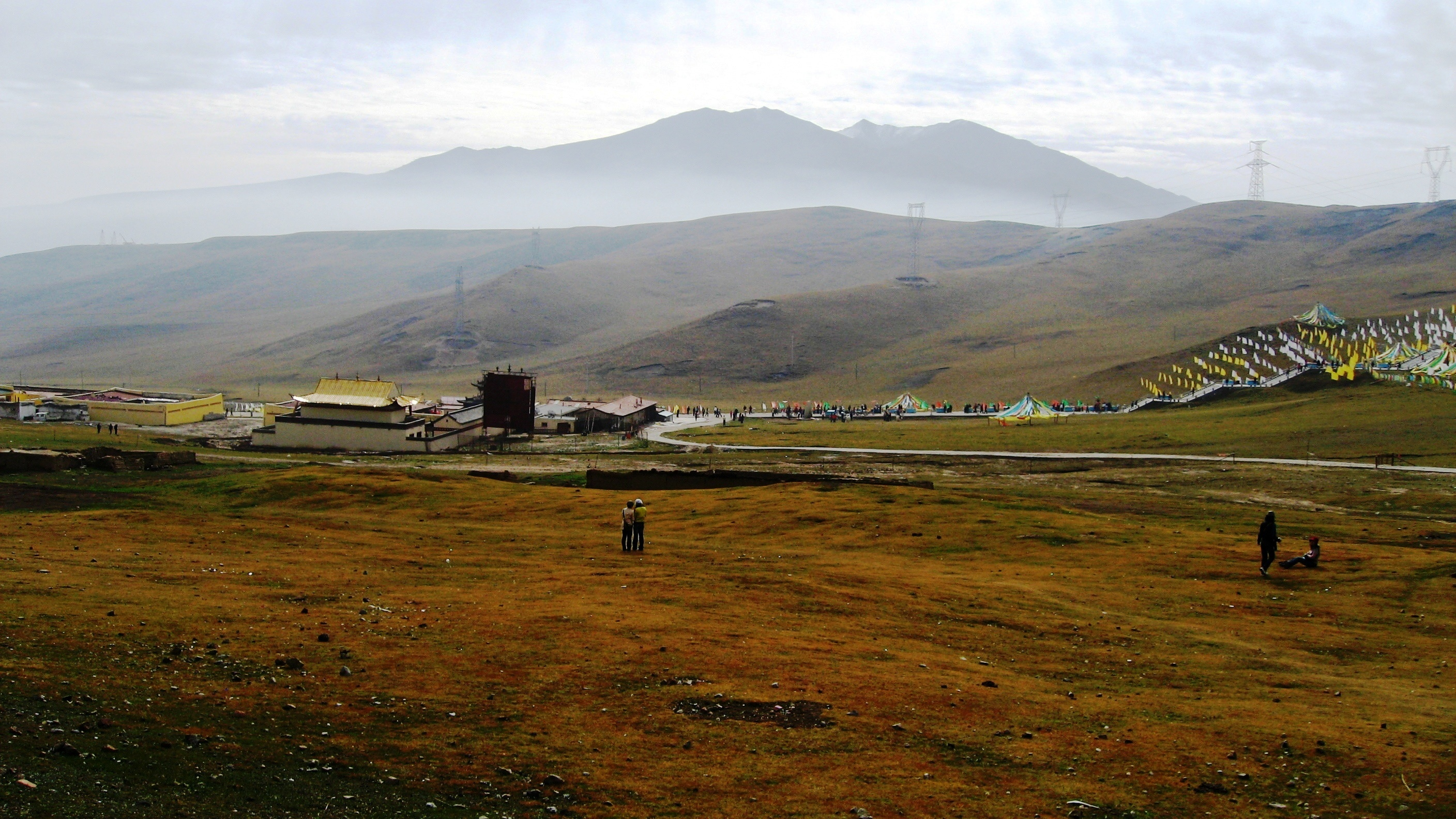
جبل ريوي  [لغات أخرى]‏ في تشينغهاي

## التقسيمات الإدارية
نظرًا لأن الهان يشكلون الأغلبية العرقية في تشينغهاي  ولأن أياً من الأقليات العرقية العديدة لا تتمتع بهيمنة واضحة على البقية، فإن المقاطعة لا تُدار كمنطقة حكم ذاتي. بدلا من ذلك، يوجد في المقاطعة العديد من مناطق الحكم الذاتي العرقي على مستوى المقاطعة والمحافظة. تشينغهاي مقسمة إدارياً إلى ثمانية أقسام على مستوى المحافظة: مدينتان على مستوى المحافظة وست محافظات مستقلة:
| قسم                                    | المساحة بالكيلومتر 2 | السكان 2010 | مقعد                     | الأقسام | الأقسام   | الأقسام            | الأقسام                |  |
| قسم                                    | المساحة بالكيلومتر 2 | السكان 2010 | مقعد                     | المناطق | المقاطعات | مقاطعة ذاتية الحكم | مدينة على مستوى مقاطعة |  |
| مقاطعة تشينغهاي                        | 720000.00            | 5,626,723   | مدينة شينينغ             | 7       | 25        | 7                  | 5                      |  |
| مدينة شينينغ                           | 7424.11              | 2,208,708   | منطقة تشنغ تشونغ، شينينغ | 5       | 1         | 1                  |                        |  |
| مدينة هايدونغ                          | 13043.99             | 1,396,845   | منطقة ليدو               | 2       |           | 4                  |                        |  |
| محافظة هايبي التبتية ذاتية الحكم       | 33349.99             | 273304      | مقاطعة هايان             |         | 3         | 1                  |                        |  |
| محافظة هوانغنان التبتية ذاتية الحكم    | 17908.89             | 256.716     | مدينة تونغرن             |         | 2         | 1                  | 1                      |  |
| محافظة هاينان التبتية ذاتية الحكم      | 43377.11             | 441691      | مقاطعة Gonghe            |         | 5         |                    |                        |  |
| محافظة جولوج التبت ذاتية الحكم         | 76442.38             | 181,682     | مقاطعة مقين              |         | 6         |                    |                        |  |
| محافظة يوشو التبت ذاتية الحكم          | 197953.70            | 378.439     | مدينة يوشو               |         | 5         |                    | 1                      |  |
| مقاطعة هايشي مونغول والتبت ذاتية الحكم | 300854.48            | 489338      | مدينة ديلينجا            |         | 3         |                    | 3                      |  |

| مقاطعة تشينغهاي                        | 青海省               | Qīnghǎi Shěng                   |
| مدينة شينينغ                           | 西宁市               | زنينج شو                        |
| مدينة هايدونغ                          | 海东市               | Hǎidōng شو                      |
| محافظة هايبي التبتية ذاتية الحكم       | 海北藏族自治州       | Hǎiběi Zàngzú Zìzhìzhōu         |
| محافظة هوانغنان التبتية ذاتية الحكم    | 黄南藏族自治州       | Huángnán Zàngzú Zìzhìzhōu       |
| محافظة هاينان التبتية ذاتية الحكم      | 海南藏族自治州       | Hǎinán Zàngzú Zìzhìzhōu         |
| محافظة جولوج التبت ذاتية الحكم         | 果洛藏族自治州       | Guǒluò Zàngzú Zìzhìzhōu         |
| محافظة يوشو التبت ذاتية الحكم          | 玉树藏族自治州       | يوشي زانجزو زوزيجو              |
| مقاطعة هايشي مونغول والتبت ذاتية الحكم | 海西蒙古族藏族自治州 | Hǎixī Měnggǔzú Zàngzú Zìzhìzhōu |

تنقسم أقسام تشينغهاي الثمانية على مستوى المحافظات إلى 44 قسمًا على مستوى المحافظة (6 مناطق، و4 مدن على مستوى المحافظة، و27 مقاطعة، و7 مقاطعات ذاتية الحكم).

### المناطق الحضرية
| السكان حسب المناطق الحضرية للمحافظة ومدن المقاطعات | السكان حسب المناطق الحضرية للمحافظة ومدن المقاطعات | السكان حسب المناطق الحضرية للمحافظة ومدن المقاطعات | السكان حسب المناطق الحضرية للمحافظة ومدن المقاطعات | السكان حسب المناطق الحضرية للمحافظة ومدن المقاطعات | السكان حسب المناطق الحضرية للمحافظة ومدن المقاطعات |
| #                                                  | مدينة                                              | المنطقة الحضرية                                    | منطقة الحي                                         | المدينة المناسبة                                   | تاريخ التعداد                                      |
| -------------------------------------------------- | -------------------------------------------------- | -------------------------------------------------- | -------------------------------------------------- | -------------------------------------------------- | -------------------------------------------------- |
| 1                                                  | شينينغ                                             | 1,153,417                                          | 1,198,304                                          | 2,208,708                                          | 2010-11-01                                         |
| 2                                                  | جولمود                                             | 156,779                                            | 186341                                             | جزء من محافظة Haixi                                | 2010-11-01                                         |
| (3)                                                | هايدونغ                                            | 120433                                             | 363159                                             | 1,396,845                                          | 2010-11-01                                         |
| (4)                                                | يوشو                                               | 56802                                              | 120447                                             | جزء من محافظة يوشو                                 | 2010-11-01                                         |
| 5                                                  | ديلينجا                                            | 54844                                              | 78184                                              | جزء من محافظة Haixi                                | 2010-11-01                                         |
| (6)                                                | مانجناي                                            | 33440                                              | 33451                                              | جزء من محافظة Haixi                                | 2010-11-01                                         |

## تعداد السكان

### التركيبة السكانية
الاعراق
هناك أكثر من 37 مجموعة عرقية معترف بها بين سكان تشينغهاي البالغ عددهم 5.2 مليون نسمة، وتشكل الأقليات القومية 45.5 ٪ من السكان. المزيج الديموغرافي مشابه لمقاطعة قانسو، مع هان (54.5٪)، التبت (20.7٪)، هوي (16٪)، تو (مونغور) (4٪)، المنغول، وسالار هم المجموعات الأكثر اكتظاظًا بالسكان. هان الصينية تسود في مدن شينينغ، هاى دونغ، دهلينغخا وجلمود، وأماكن أخرى في شمال شرق البلاد. يتركز الهوي في شينينغ وهايدونغ ومقاطعة مينهي ومقاطعة هوالونغ ومقاطعة داتونغ. يسود شعب تو في مقاطعة Huzhu وسلارس في مقاطعة شونهوا؛ التبتيون والمغول موزعون بشكل ضئيل عبر الجزء الغربي الريفي من المقاطعة.
من بين الجماعات العرقية المسلمة في الصين، يوجد في تشينغهاي مجتمعات هوي، سالار، دونغشيانغ، وباوان. يهيمن الهوي على تجارة الجملة في تشينغهاي.

### الدين
الدين في تشينغهاي (2000s)
الديانات السائدة في تشينغهاي هي الديانات الشعبية الصينية (بما في ذلك التقاليد الطاوية والكونفوشيوسية) والبوذية الصينية بين الصينيين الهان. الكبيرة التبت الممارسات سكان التبت المدارس البوذية أو التقليدي دين التبت بون، في حين أن هوى الصينية ممارسة الإسلام. المسيحية هي ديانة 0.76٪ من سكان المقاطعة وفقًا للمسح الاجتماعي العام الصيني لعام 2004. وفقًا لمسح عام 2010، 17.51 ٪ من سكان تشينغهاي يتبعون الإسلام.
من سبتمبر 1848، كانت المدينة مقراً لنيابة رسولية لاتينية كاثوليكية قصيرة العمر (ولاية تبشيرية سابقة للأبرشية) لكوكونور (المعروف باسم خوخو نور، كوكونور)، ولكن تم قمعها في عام 1861. لم يتم تسجيل شاغل (ق).

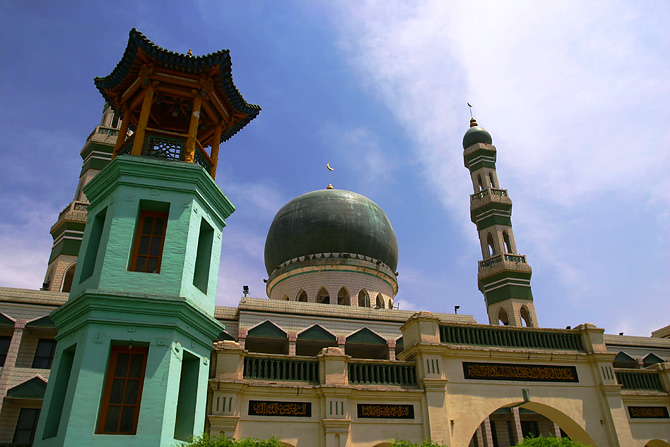
مسجد دونغقوان في تشينغهاي

| - معبد طاوي ‏ مكرس ل Jiutian Xuannü على جبل Fenghuang ، في قرية Lunmalong ، Duoba ، شينينغ - معبد بوذي على جبل ريوي ‏ ، في مقاطعة هوانغيوان ‏ ، شينينغ - [en→ar]Mosques and Chinese folk temples ‏ characterising the skyline of Huangyuan County - [en→ar]Rongwo Tibetan Buddhist Monastery in Tongren County - [en→ar]Great Mosque of Duoba, Xining |

## الثقافة
تأثرت مدينة تشينغهاي بالتفاعلات «بين الثقافة المنغولية والتبتية، من الشمال إلى الجنوب، وثقافة الهان الصينية وثقافة المسلمين في آسيا الداخلية، من الشرق إلى الغرب». لغات تشينغهاى ولقرون تشكيل سبراشبوند، مع تشونغ يوان الماندرين، أمدو التبت، سالار، يوغور، وMonguor الاقتراض من والتأثير على بعضها البعض. في الثقافة الصينية السائدة، تشينغهاي هي الأكثر ارتباطًا بقصة الملك مو، ابن السماء.  وفقًا لهذه الأسطورة، اتبع الملك مو ملك زو (حكم 976-922 قبل الميلاد) بدو كوانرونغ المعادين إلى شرق تشينغهاي، حيث أقامت الإلهة شي وانغمو للملك مأدبة طعام في جبال كونلون.
الأديان الرئيسية في تشينغهاي هي البوذية التبتية والإسلام والأديان الشعبية الصينية. يعمل مسجد دونغقوان بشكل مستمر منذ عام 1380. :402تدابير التعليم في تشينغهاي منخفضة، لا سيما بين الجماعات العرقية المسلمة مثل هوي وسالار، الذين يفضلون أحيانًا إرسال أطفالهم إلى المدارس الدينية بدلاً من المدارس العلمانية. يستخدم الياك، وهو موطنه الأصلي في تشينغهاي، على نطاق واسع في المقاطعة للنقل ولحومه. يحتفل المغول في تشينغهاي كل عام بعيد نادام في حوض تشايدام.

## الاقتصاد

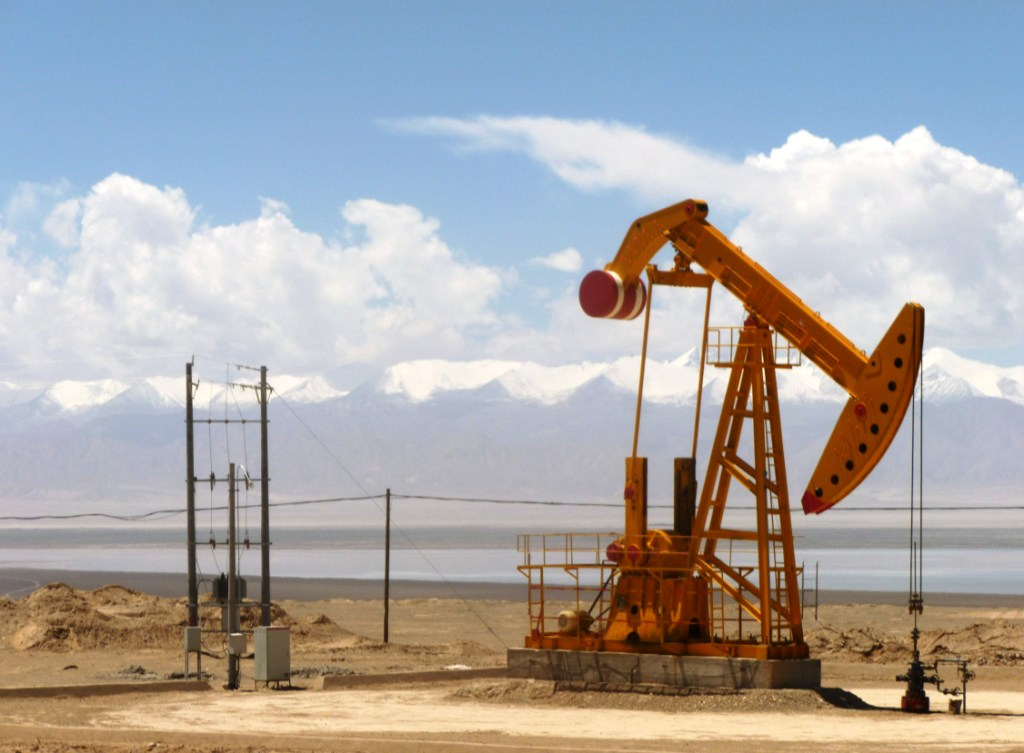
بئر نفط في صيدام (قايدام)، تشينغهاي

يعد اقتصاد تشينغهاي من بين أصغر الاقتصادات في الصين. كان الناتج المحلي الإجمالي الاسمي لعام 2011 يبلغ 163.4 مليار يوان فقط (25.9 مليار دولار أمريكي) ويساهم بحوالي 0.35٪ من اقتصاد البلاد بأكمله. كان نصيب الفرد من الناتج المحلي الإجمالي 19407 يوان صيني (2841 دولارًا أمريكيًا)، وهو ثاني أدنى مستوى في الصين.
تشمل صناعتها الثقيلة إنتاج الحديد والصلب، وتقع بالقرب من عاصمتها شينينغ. كان النفط والغاز الطبيعي من حوض Qaidam مساهماً هاماً في الاقتصاد. تعمل أعمال الملح في العديد من بحيرات الملح العديدة بالمقاطعة.
خارج عاصمة المقاطعة، شينينغ، لا تزال معظم مناطق تشينغهاي متخلفة. تحتل تشينغهاي المرتبة الثانية في الصين من حيث طول الطريق السريع، وستتطلب توسعة كبيرة في بنيتها التحتية للاستفادة من الإمكانات الاقتصادية لمواردها الطبيعية الغنية.

### منطقة التنمية الاقتصادية والتكنولوجية
تمت الموافقة على منطقة التنمية الاقتصادية والتكنولوجية شينينغ (XETDZ) كمنطقة تنمية على مستوى الدولة في يوليو 2000. تبلغ مساحتها المخططة 4.4 كيلومتر مربع (1.7 ميل2) . تقع XETDZ في شرق شينينغ، على 5 كيلومتر (3.1 ميل) من وسط المدينة. في شرق المقاطعة، تقع شينينغ في الروافد العليا لنهر هوانغشوي - أحد فروع النهر الأصفر. المدينة محاطة بالجبال حيث يبلغ متوسط ارتفاعها 2261 مترًا وأعلى ارتفاع يبلغ 4393 مترًا. XETDZ هي الأولى من نوعها على المستوى الوطني على هضبة تشينغهاي - التبت. تم تأسيسها لتحقيق إستراتيجية الأمة لتنمية الغرب.
تتمتع XETDZ بنظام نقل مريح، متصل بطريق شينينغ السريع ويمر عبر طريقين رئيسيين، الأوسع في المدينة. إنه على بعد 4 كيلومترات من محطة السكة الحديد، و15 كيلومترًا من مطار شينينغ- وهو مطار من الدرجة 4D يضم 14 شركة طيران إلى مدن مثل بكين، وقوانغتشو، وشانغهاي، وتشنغدو، وشيان. شينينغ هي ممر مقاطعة تشينغهاي إلى العالم الخارجي، وهي مركز نقل به أكثر من عشرة طرق سريعة وأكثر من 100 طريق وخطين للسكك الحديدية، سكة حديد لانتشو - تشينغهاي وتشينغهاي - التبت داخل وخارج المدينة.
وهي تركز على تطوير الصناعات التالية: المواد الكيميائية القائمة على موارد البحيرات المالحة، والمعادن غير الحديدية، ومعالجة البترول والغاز الطبيعي. الأدوية الخاصة والأغذية والمواد الكيميائية الحيوية باستخدام حيوانات ونباتات الهضبة المحلية؛ المنتجات الجديدة التي تشمل الحماية البيئية والبيئية، والتكنولوجيا العالية، والمواد الجديدة وكذلك تكنولوجيا المعلومات؛ والخدمات مثل الخدمات اللوجستية والمصرفية والعقارات والسياحة والفنادق والمطاعم والوكالة والتجارة الدولية.

## السياحة

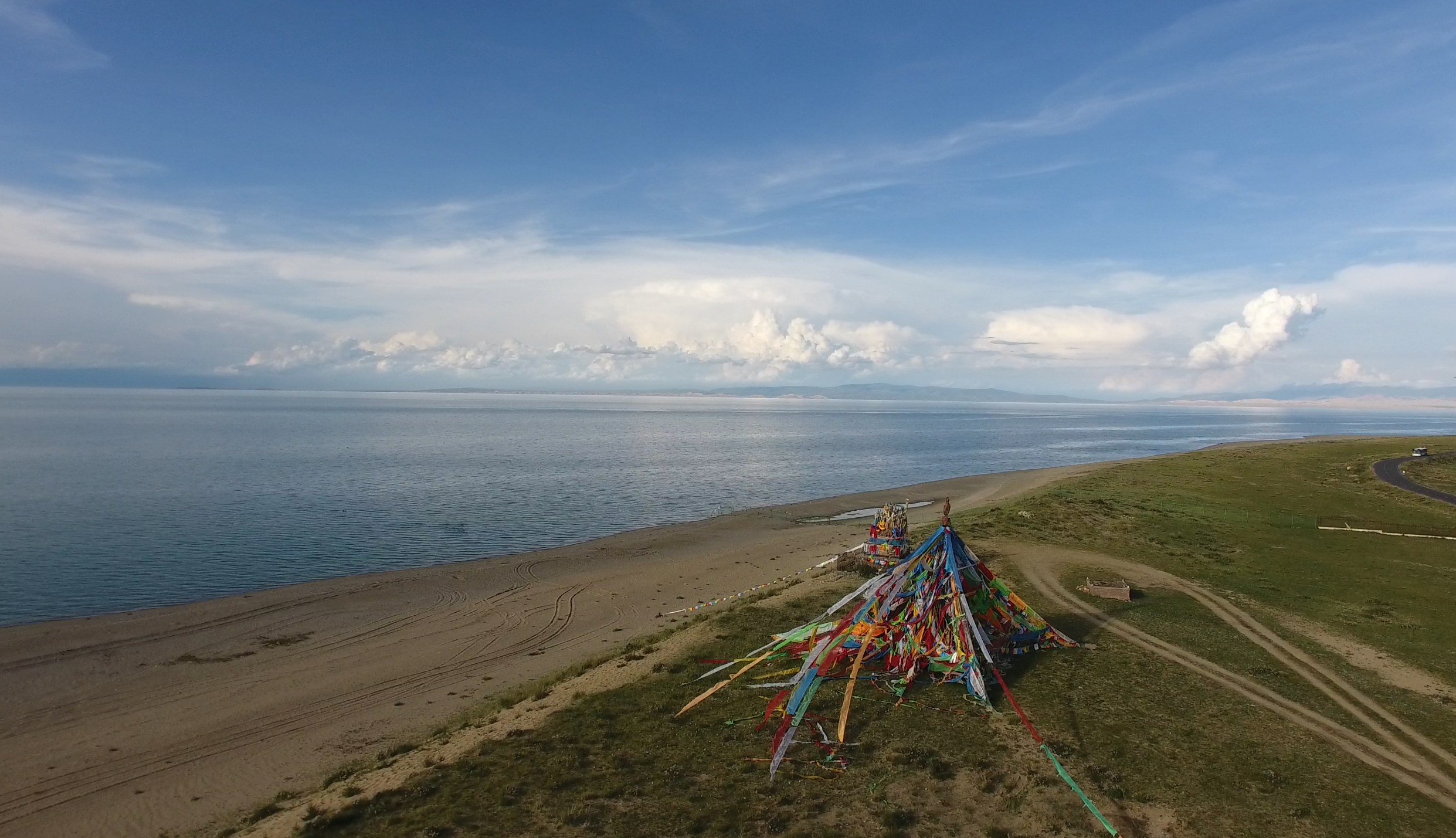
منظر لبحيرة تشينغهاي.

تتركز العديد من مناطق الجذب السياحي في شينينغ، مقر مقاطعة تشينغهاي.
خلال أشهر الصيف الحارة، يسافر العديد من السياح من الأجزاء الجنوبية والشرقية الحارة من الصين إلى شينينغ، حيث يكون مناخ شينينغ في شهري يوليو وأغسطس معتدلًا ومريحًا للغاية، مما يجعل المدينة ملاذًا صيفيًا مثاليًا.
بحيرة تشينغهاي (青海湖) هي منطقة جذب سياحي أخرى، وإن كانت أبعد عن شينينغ من دير كومبوم (Ta'er Si). البحيرة هي أكبر بحيرة مياه مالحة في الصين، وتقع أيضًا على «سطح العالم»، هضبة التبت. البحيرة نفسها تقع على ارتفاع 3600 متر. تتكون المنطقة المحيطة من أراضي عشبية متدحرجة ويسكنها التبتيون العرقيون. تتوقف معظم الجولات المرتبة مسبقًا في جزيرة الطيور. يقام سباق دراجات دولي سنويًا من شينينغ إلى بحيرة تشينغهاي.

### وسائل النقل

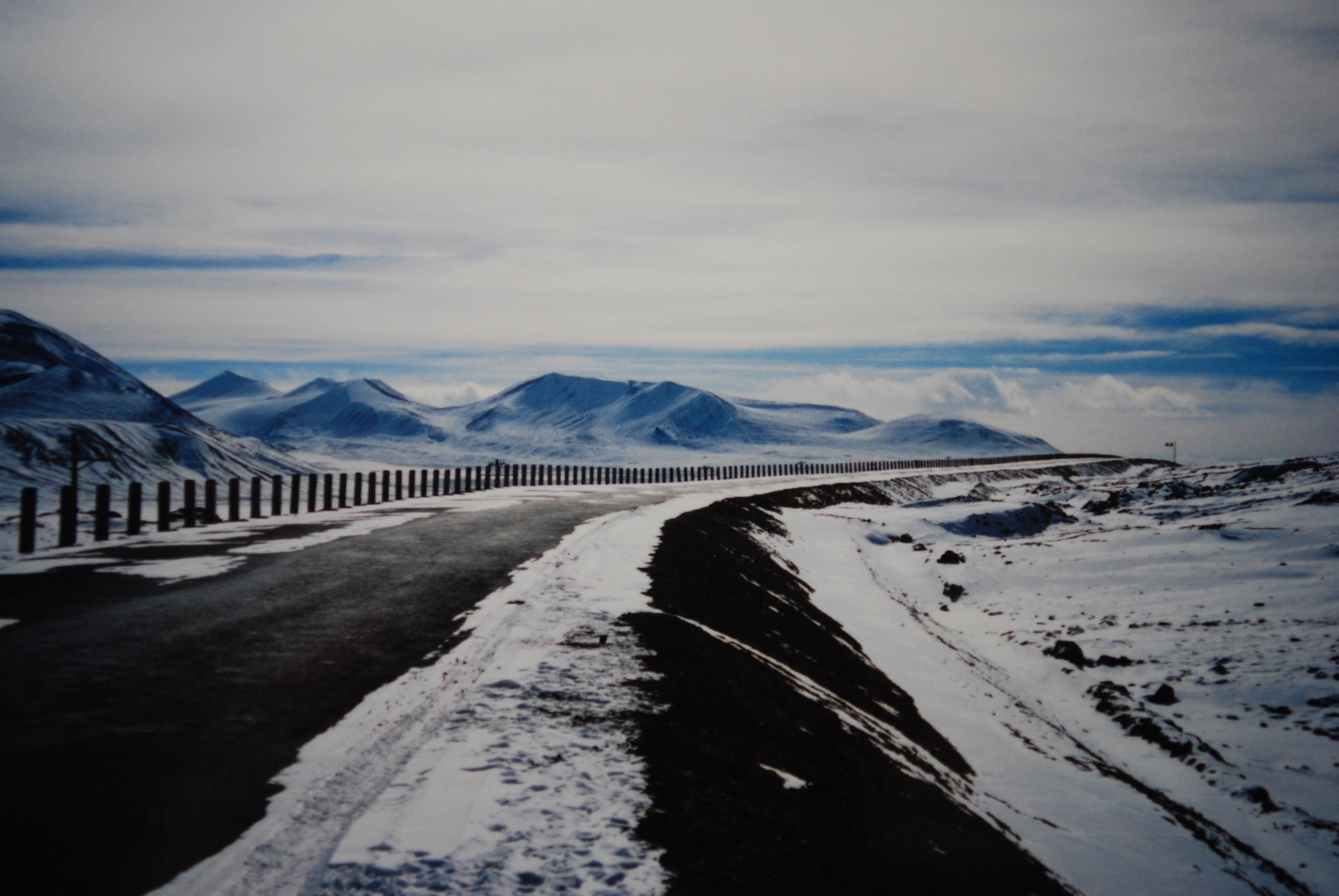
طريق الصين الوطني السريع 109 في تشينغهاي

تم الانتهاء من خط لانكينغ للسكك الحديدية ، بين لانتشو وقانسو وشينينغ، عاصمة المقاطعة في عام 1959 وهو طريق النقل الرئيسي داخل وخارج المقاطعة. استمرارًا للخط ، أصبح خط سكة حديد تشينغهاي - التبت عبر غولمود وغرب تشينغهاي ، أحد أكثر المشاريع طموحًا في تاريخ جمهورية الصين الشعبية. اكتمل في أكتوبر 2005 ويربط التبت الآن ببقية الصين عبر تشينغهاي.
بدأ بناء خط سكة حديد جولمود-دونهوانغ، في الجزء الشمالي الغربي من المقاطعة، في عام 2012.
تمر ستة طرق سريعة وطنية عبر المقاطعة.
مطار شينينغ الدولي الدولي يقدم خدمة ل بكين، لانتشو، جلمود ودهلينغخا. المطارات الإقليمية الأصغر حجما، مطار دهلينغخا، مطار غولوغ داوو، مطار هواتغو، مطار كيليان ومطار يوشو باتانغ، تخدم بعض المراكز المحلية للمحافظة نائية. توجد خطط لبناء ثلاثة أخرى بحلول عام 2020.

## الإتصالات
منذ أن بدأت وزارة الصناعة وتكنولوجيا المعلومات «مشروع الوصول إلى الهواتف»، استثمرت تشينغهاي 640 مليون يوان لتوفير الوصول الهاتفي إلى 3860 قرية إدارية من أصل 4133 قرية. في نهاية عام 2006، حصلت 299 مدينة على إمكانية الوصول إلى الإنترنت. ومع ذلك، فإن 6.6 في المائة من قرى المنطقة لا تزال غير قادرة على الوصول إلى الهاتف. تنتشر هذه القرى بشكل رئيسي في منطقة تشينغنان، ويقع 90 في المائة منها في يوشو وجولو. يتجاوز متوسط ارتفاع هذه المناطق 3600 متر، كما أن الظروف الطبيعية السيئة تعيق إنشاء مرافق الاتصالات في المنطقة.
تم توفير هواتف تعمل بالأقمار الصناعية إلى 186 قرية نائية في مقاطعة تشينغهاي اعتبارًا من 14 سبتمبر 2007.  كانت المناطق المستفيدة هي ولاية يوشو التبت ذاتية الحكم وولاية غولو التبت ذاتية الحكم. تم تزويد تشينغهاي مؤخرًا بإمكانية الوصول إلى الهاتف عبر الأقمار الصناعية. في يونيو 2007، أجرت تشاينا ساتكوم مسحًا متعمقًا في Yushu وGuoluo ، وصنعت هواتف ساتلية خاصة لهذه المناطق. تم توفير هاتفين لكل قرية مجانًا، وتم تحصيل رسوم المكالمات بمعدل 0.2 يوان (حوالي ربع سنت أمريكي في ذلك الوقت) في الدقيقة لكل من المكالمات المحلية والوطنية، مع الرسوم الإضافية التي تفترضها تشاينا ساتكوم. لم يتم دفع إيجار شهري على الهاتف الذي يعمل بالأقمار الصناعية. المكالمات الدولية كانت متاحة أيضا.

## الكليات والجامعات
- جامعة تشينغهاي (青海大学)
- جامعة تشينغهاي للمعلمين (青海师范大学)
- جامعة تشينغهاي للقوميات (青海民族大学)
- كلية تشينغهاي الطبية (青海医学院)
- جامعة راديو وتلفزيون تشينغهاي (青海广播电视大学)

## أعلام
- تسانغيانغ غياتسو

## وصلات خارجية
- مذكرات من تشينغهاي